# Eisenhut (bjerg)
Eisenhut er et bjerg i de centrale østlige alper beliggende i Østrig. Med 2.441 moh. er det den højeste top i Gurktaler Alperne og i de Steirmark-Kärntneriske Alper.

## Geografi
Eisenhut ligger nordøst for Turracher Höhe-passet . Administrativt hører bjerget til den østrigske delstat Steiermark, nær trepunktet hvor grænserne til Kärnten og Salzburg mødes. Navnet kommer af den århundreder lange udvinding af jernmalm (tysk: Eisen) malm på steder i nærheden som f.eks.Turrach.